# Chandelier (Sia)
Chandelier is een nummer van de Australische zangeres Sia uit 2014. Het is de eerste single van haar zesde studioalbum 1000 Forms of Fear.
Het nummer werd een wereldwijde hit. Het behaalde de nummer 2-positie in Sia's thuisland Australië, en nummer 6 in de Amerikaanse Billboard Hot 100. In de Nederlandse Top 40 had het nummer niet veel succes: het haalde de 38e positie, waarmee het de minst succesvolle Alarmschijf ooit is. In de Vlaamse Ultratop 50 was het nummer wel erg succesvol met een 8e positie.

## Hitnoteringen

### Nederlandse Top 40
| Positie: | 40 | 38 | uit |

### NederlandseSingle Top 100
| Hitnotering (week 1 t/m 5): 29-03-2014 t/m 26-04-2014 Hitnotering (week 6): 07-06-2014 Hitnotering (week 7 t/m 56): 05-07-2014 t/m 13-06-2015 | Hitnotering (week 1 t/m 5): 29-03-2014 t/m 26-04-2014 Hitnotering (week 6): 07-06-2014 Hitnotering (week 7 t/m 56): 05-07-2014 t/m 13-06-2015 | Hitnotering (week 1 t/m 5): 29-03-2014 t/m 26-04-2014 Hitnotering (week 6): 07-06-2014 Hitnotering (week 7 t/m 56): 05-07-2014 t/m 13-06-2015 | Hitnotering (week 1 t/m 5): 29-03-2014 t/m 26-04-2014 Hitnotering (week 6): 07-06-2014 Hitnotering (week 7 t/m 56): 05-07-2014 t/m 13-06-2015 | Hitnotering (week 1 t/m 5): 29-03-2014 t/m 26-04-2014 Hitnotering (week 6): 07-06-2014 Hitnotering (week 7 t/m 56): 05-07-2014 t/m 13-06-2015 | Hitnotering (week 1 t/m 5): 29-03-2014 t/m 26-04-2014 Hitnotering (week 6): 07-06-2014 Hitnotering (week 7 t/m 56): 05-07-2014 t/m 13-06-2015 | Hitnotering (week 1 t/m 5): 29-03-2014 t/m 26-04-2014 Hitnotering (week 6): 07-06-2014 Hitnotering (week 7 t/m 56): 05-07-2014 t/m 13-06-2015 | Hitnotering (week 1 t/m 5): 29-03-2014 t/m 26-04-2014 Hitnotering (week 6): 07-06-2014 Hitnotering (week 7 t/m 56): 05-07-2014 t/m 13-06-2015 | Hitnotering (week 1 t/m 5): 29-03-2014 t/m 26-04-2014 Hitnotering (week 6): 07-06-2014 Hitnotering (week 7 t/m 56): 05-07-2014 t/m 13-06-2015 | Hitnotering (week 1 t/m 5): 29-03-2014 t/m 26-04-2014 Hitnotering (week 6): 07-06-2014 Hitnotering (week 7 t/m 56): 05-07-2014 t/m 13-06-2015 | Hitnotering (week 1 t/m 5): 29-03-2014 t/m 26-04-2014 Hitnotering (week 6): 07-06-2014 Hitnotering (week 7 t/m 56): 05-07-2014 t/m 13-06-2015 | Hitnotering (week 1 t/m 5): 29-03-2014 t/m 26-04-2014 Hitnotering (week 6): 07-06-2014 Hitnotering (week 7 t/m 56): 05-07-2014 t/m 13-06-2015 | Hitnotering (week 1 t/m 5): 29-03-2014 t/m 26-04-2014 Hitnotering (week 6): 07-06-2014 Hitnotering (week 7 t/m 56): 05-07-2014 t/m 13-06-2015 | Hitnotering (week 1 t/m 5): 29-03-2014 t/m 26-04-2014 Hitnotering (week 6): 07-06-2014 Hitnotering (week 7 t/m 56): 05-07-2014 t/m 13-06-2015 | Hitnotering (week 1 t/m 5): 29-03-2014 t/m 26-04-2014 Hitnotering (week 6): 07-06-2014 Hitnotering (week 7 t/m 56): 05-07-2014 t/m 13-06-2015 | Hitnotering (week 1 t/m 5): 29-03-2014 t/m 26-04-2014 Hitnotering (week 6): 07-06-2014 Hitnotering (week 7 t/m 56): 05-07-2014 t/m 13-06-2015 | Hitnotering (week 1 t/m 5): 29-03-2014 t/m 26-04-2014 Hitnotering (week 6): 07-06-2014 Hitnotering (week 7 t/m 56): 05-07-2014 t/m 13-06-2015 | Hitnotering (week 1 t/m 5): 29-03-2014 t/m 26-04-2014 Hitnotering (week 6): 07-06-2014 Hitnotering (week 7 t/m 56): 05-07-2014 t/m 13-06-2015 | Hitnotering (week 1 t/m 5): 29-03-2014 t/m 26-04-2014 Hitnotering (week 6): 07-06-2014 Hitnotering (week 7 t/m 56): 05-07-2014 t/m 13-06-2015 | Hitnotering (week 1 t/m 5): 29-03-2014 t/m 26-04-2014 Hitnotering (week 6): 07-06-2014 Hitnotering (week 7 t/m 56): 05-07-2014 t/m 13-06-2015 | Hitnotering (week 1 t/m 5): 29-03-2014 t/m 26-04-2014 Hitnotering (week 6): 07-06-2014 Hitnotering (week 7 t/m 56): 05-07-2014 t/m 13-06-2015 |
| Week: | 1 | 2 | 3 | 4 | 5 | | 6 | | 7 | 8 | 9 | 10 | 11 | 12 | 13 | 14 | 15 | 16 | 17 | 18 |
| --- | --- | --- | --- | --- | --- | --- | --- | --- | --- | --- | --- | --- | --- | --- | --- | --- | --- | --- | --- | --- |
| Positie: | 93 | 73 | 77 | 80 | 96 | uit | 98 | uit | 87 | 83 | 71 | 66 | 62 | 52 | 48 | 44 | 45 | 39 | 33 | 29 |
| Week: | 19 | 20 | 21 | 22 | 23 | 24 | 25 | 26 | 27 | 28 | 29 | 30 | 31 | 32 | 33 | 34 | 35 | 36 | 37 | 38 |
| Positie: | 30 | 27 | 30 | 30 | 35 | 35 | 35 | 39 | 45 | 52 | 51 | 50 | 56 | 60 | 47 | 48 | 48 | 53 | 63 | 64 |
| Week: | 39 | 40 | 41 | 42 | 43 | 44 | 45 | 46 | 47 | 48 | 49 | 50 | 51 | 52 | 53 | 54 | 55 | 56 | | |
| Positie: | 65 | 59 | 60 | 63 | 62 | 69 | 78 | 77 | 77 | 71 | 74 | 84 | 81 | 77 | 80 | 89 | 91 | 96 | uit | |

### VlaamseUltratop 50
| Hitnotering (week 1 t/m 20): 07-06-2014 t/m 18-10-2014 Hitnotering (week 21 t/m 22): 08-11-2014 t/m 15-11-2014 | Hitnotering (week 1 t/m 20): 07-06-2014 t/m 18-10-2014 Hitnotering (week 21 t/m 22): 08-11-2014 t/m 15-11-2014 | Hitnotering (week 1 t/m 20): 07-06-2014 t/m 18-10-2014 Hitnotering (week 21 t/m 22): 08-11-2014 t/m 15-11-2014 | Hitnotering (week 1 t/m 20): 07-06-2014 t/m 18-10-2014 Hitnotering (week 21 t/m 22): 08-11-2014 t/m 15-11-2014 | Hitnotering (week 1 t/m 20): 07-06-2014 t/m 18-10-2014 Hitnotering (week 21 t/m 22): 08-11-2014 t/m 15-11-2014 | Hitnotering (week 1 t/m 20): 07-06-2014 t/m 18-10-2014 Hitnotering (week 21 t/m 22): 08-11-2014 t/m 15-11-2014 | Hitnotering (week 1 t/m 20): 07-06-2014 t/m 18-10-2014 Hitnotering (week 21 t/m 22): 08-11-2014 t/m 15-11-2014 | Hitnotering (week 1 t/m 20): 07-06-2014 t/m 18-10-2014 Hitnotering (week 21 t/m 22): 08-11-2014 t/m 15-11-2014 | Hitnotering (week 1 t/m 20): 07-06-2014 t/m 18-10-2014 Hitnotering (week 21 t/m 22): 08-11-2014 t/m 15-11-2014 | Hitnotering (week 1 t/m 20): 07-06-2014 t/m 18-10-2014 Hitnotering (week 21 t/m 22): 08-11-2014 t/m 15-11-2014 | Hitnotering (week 1 t/m 20): 07-06-2014 t/m 18-10-2014 Hitnotering (week 21 t/m 22): 08-11-2014 t/m 15-11-2014 | Hitnotering (week 1 t/m 20): 07-06-2014 t/m 18-10-2014 Hitnotering (week 21 t/m 22): 08-11-2014 t/m 15-11-2014 | Hitnotering (week 1 t/m 20): 07-06-2014 t/m 18-10-2014 Hitnotering (week 21 t/m 22): 08-11-2014 t/m 15-11-2014 |
| Week: | 1 | 2 | 3 | 4 | 5 | 6 | 7 | 8 | 9 | 10 | 11 | 12 |
| --- | --- | --- | --- | --- | --- | --- | --- | --- | --- | --- | --- | --- |
| Positie: | 39 | 26 | 18 | 23 | 20 | 13 | 8 | 13 | 9 | 14 | 16 | 15 |
| Week: | 13 | 14 | 15 | 16 | 17 | 18 | 19 | 20 | | 21 | 22 | |
| Positie: | 16 | 15 | 22 | 25 | 24 | 28 | 35 | 46 | uit | 48 | 48 | uit |

### NPO Radio 2 Top 2000
| Nummer met noteringen in de NPO Radio 2 Top 2000 | '15  | '16 | '17 | '18 | '19 | '20 | '21 | '22 | '23 | '24 |
| ------------------------------------------------ | ---- | --- | --- | --- | --- | --- | --- | --- | --- | --- |
| Chandelier                                       | 1515 | 455 | 395 | 439 | 491 | 584 | 681 | 682 | 763 | 974 |

1. ↑  Een vetgedrukt getal geeft de hoogste notering aan.
2. ↑  2015 was het eerste jaar met een notering voor dit nummer.